# Rafael Hierro Martínez
Rafael Hierro Martínez (c. 1893-septiembre de 1965) fue un militar español, general del Ejército, gobernador civil de la provincia de La Coruña y director general de Seguridad durante la dictadura franquista.

## Biografía
Su nacimiento se data sin confirmación hacia 1893.
Designado jefe provincial del Movimiento y gobernador civil de la provincia de la Coruña en 1949, estuvo al frente de la gobernación civil hasta 1951.
Durante 1951 ejercería brevemente como inspector general de la Policía Armada y de Tráfico. Desempeñó después el cargo de director general de Seguridad entre 1951 y 1957, sustituyendo al también militar Francisco Rodríguez Martínez. Fue nombrado hijo adoptivo de la ciudad de Santiago de Compostela en 1952. Durante su mandato, en 1953, tuvieron lugar las torturas al militante socialista Tomás Centeno en la sede de la Dirección General de Seguridad en la madrileña Puerta del Sol. Miembro de la Comisión Nacional de Homenaje a los Caballeros excombatientes de las Campañas de Ultramar, creada en enero de 1956 para homenajear a combatientes en Cuba, Filipinas y Puerto Rico, falleció en septiembre de 1965 en Madrid.
Desde 1966 da nombre a una calle de Madrid, la travesía del general Hierro Martínez., la cual a día de hoy ya no existe debido a la transformación del barrio y la construcción de bloques de viviendas nuevos.

## Reconocimientos
- Gran Cruz de la Real y Militar Orden de San Hermenegildo (1951)[10]
- Gran Cruz (con distintivo blanco) de la Orden del Mérito Militar (1961)[11]